# Alo

Alo/Tu`as flagga.

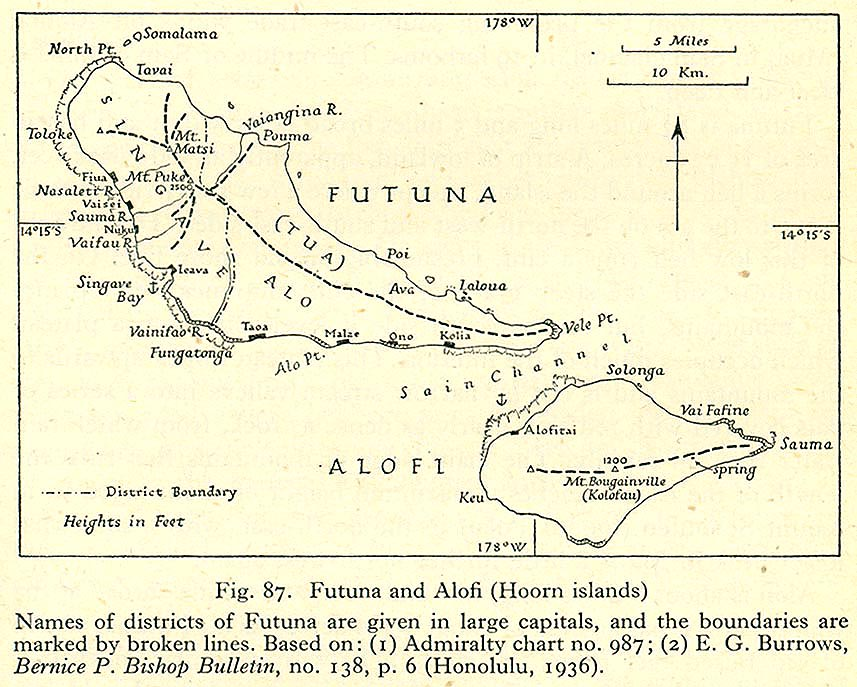
karta över Alo/Tu`a.

Alo, eller Tu`a, (franska: Royaume coutumiers de Alo) är ett av de tre kungadömena (Royaume coutumiers) i Wallis- och Futunaöarna i Stilla havet.

## Geografi
Alo ligger på ön Futunas östra del, cirka 250 km sydväst om Wallisön.
Området har en yta på cirka 53 km² och cirka 3 000 invånare: Huvudorten är Mala'e med cirka 250 invånare.  Till kungadömet hör även Alofiön.
Övriga orter är Kolia, Ono, Poi, Tamana, Taoa, Tuatafa och Vele.
Högsta höjden är den utslocknade vulkanen Mont Singavi eller Puke med en höjd på cirka 765 meter över havet.

## Historia
Futunaön beboddes troligen av polynesier redan på 700-talet f.Kr. och var del i det Tonganska imperiet.
Kungadömet Tu`a grundades ca 1565 och monarken kallas Tu`i Agaifo (kung). Åren 1839 - 1841 ockuperade Tu`a även grannriket Sigave. 
Den franske katolske prästen Pierre Chanel mördades i Poi den 28 april 1841 och helgonförklarades senare vilket gör honom till det enda helgonet från Polynesien. På platsen står nu Chatedrale de Poi.
Den 16 februari 1888 blev hela Futuna ett franskt protektorat efter att kungarna över Sigave och Tu`a undertecknade avtalet. Monarkerna kvarstår som lokala ledare än idag.
Den 5 mars 1888 skapades protektoratet Wallis et Futuna.